# Hand in Hand: Center for Jewish Arab Education in Israel
Hand in Hand: Center for Jewish Arab Education in Israel (Hand i Hand: centrum för judisk arabisk bildning i Israel) är ett nätverk med tvåspråkiga (Hebreiska-Arabiska) skolor där  judiska och palestinska medborgare av staten Israel kan gå i skola tillsammans. 
Hand i Hand bildades av den Israelarabiska pedagogen Amin Khalaf och den Israel-amerikanska pedagogen Lee Gordon 1997 med 50 elever på två skolor. 